# Villa trivincula
Villa trivincula är en tvåvingeart som beskrevs av Roberts 1928. Villa trivincula ingår i släktet Villa och familjen svävflugor. Inga underarter finns listade i Catalogue of Life.